# Salva (Bistrița-Năsăud)
Salva é uma comuna romena localizada no distrito de Bistrița-Năsăud, na região histórica da Transilvânia. A comuna possui uma área de 29.35 km² e sua população era de 2893 habitantes segundo o censo de 2007.